# Ан Мари Колшан
Ан Мари Колшан (фр. Anne-Marie Colchen; Авр, 8. децембар 1925 — Санари сир Мер, 26. јануар 2017) бикла је француска атлетичарка и кошаркашица. Постала прва францускиња атлетска европска првакиња. Победила је у скоку увис на Европском првенству 1946. и поставила француски рекорд који је држала следећих десет година. Представљала је Француску на Олимпијским играма 1948. У кошарци била је најбпљи стрелац на 1. Светском првенству у кошарци жене 1953. што је помогло Фрацуској да освоји треће место и бронзану медаљу. На Европским првенствима у кошарци за жене као чланица француске репрезентације учествовала је четири пута (1950, 1952, 1954 и 1956).

## Каријера
Рођена у Авру где је постала чланица клуба АСАН (Association Sportive Augustin Normand). Била је висока 1,82 м - неуобичајено за жене у тог доба - и открила да има таленат за скок увис и кошарку.

## Атлетика
Колшен се појавила као скакачица увис средином 1945. када је скочила 1,525 м у ушла на светску ранг листу као 16 у тој години. На врхунцу међународне сцене у овој дисциплини освојила је златну медаљу на Европском првенству у атлетици 1946. висином 1,60, остављајући из себе свестрану совјетску атлетичарку Александру Чудину која је каснеје била светска рекордерка у скоку увис и петобоју. До 2018. године, Колшан остаје једина француска атлетичарка која је освојила титулу првака Европе у скоку увис (Жак Мадибост је освојио мушку титулу 1966. године) Златну медаљу на ЕП 1946. пратила је и сребна медаља бронзана медаљ у трци штафета 4 х 100 метара са Леом Карла, Клер Брезоле и Моник Дришон да би завршила иза холандске штафете Фани Бланкерс-Кун.
Колшен је сва пута учествовала на великим међународним такмичењима у атлетици. Била је члан репрезентације Француске на Олимпијским играма 1948. у Лондону, где је њен скок од 1,40 м био довољан само за 14. место. Покушала је и да брани титулу на Европском првенству 1950. у финалу заузимајући шесто место, са најбољим скоком од 1,5 метара. Током атлетске каријере, Колшен је била четвороструки државни првак од 1946, до 1950. изузев 1947. кад је ошпбедила титулу од 1946. до 1950. године, изузев 1947. године када је победила Мишлен Остермејер. Француски рекорд 1,63 м поставила је 1949. са 1,63 м. који је опстао 10 година.. У периоду 1946—1955 имала је једанаест међународних наступа за репрезентацију Француске у атлетици.

## Кошарка
Иако су се Колшеновој поклапале атлетска и кошаркашка каријера, она се трудила да у кошарци достигне исти ниво који је дисегла у атлетици. Играјући као центар, у фебруару 1946. појавила се у Женској кошаркашкој репрезентацији Француске на утакмици против Белгије. На свом првом великом турниру Европском првенству у кошарци за жене 1950., била је водећи стрелац у Француској у две утакмице у квалификационој и две у финалној групи (у последњој утакмици против Италије дала је 25 кошева). Француска је завршила као четврта, а Коллшен је са просеком од 14,5 кошева по утакмици била лидер првенства са укупно 87 датих кошева. Са репрезентацијом била је и на Европском првенству 1952. Имала је много мању улогу играјући у само две утакмице, али је трећи стрелац француског тима. Француска је завршила као седма.
Колшан је досегла врхунац своје кошаркашке каријере на 1. Светском првенству за жене 1953.. Била је далеко испред осталих као водећи стрелац на такмичењу са просеком од 19,2 коша по утакмици а укупно 115 (преко 30 више од следеће најбоље, Онесиме Рехјес из Чилеа). Била је најбоља француска играчица у четири од шест игара. Губитак од Чилеа у финалној групи значио је да Француска завршава као трећа са бронзаном медаљом иза домаћина и америчких победница.
После освајања светске медаље учествовала је још 2 пута на европским првенствима. На Европском првенству 1954. у Београду Француска је победила Аустрију и Италију и квалигикавала се за финалну групу, где је играла лоше и изгубила свих пет утакмица. Заузела је шесто место. Вратила се у репрезентацију на Европском првенству 1956. у Прагу и била је најбољи стрелац Француске у првој утакмици против Мађарске. Велика игра Едит Таверт Клошнер донеле су Француској победе против Немачке и Румуније у одвела их у полуфилни групу. Тамо су доживели два убедљива пораза од Бугарске (44:86) и домаћина Чехословачке (46:81) што их је елиминисало са првенства.
Током своје међународне кошаркарске каријере, играла је 66 утакмица, постигла 453 кошева и успела постићи рекордно високу ефикасност од 30 кошева на једној утакмици. Њена последња међународна утакмица била је против Аустрије на Европском првенству 1956. године.

## Националне титуле
- Француска првенства у атлетици
  - скок увис: 1946, 1948, 1949, 1950
- Француско првенство у кошарци
  - Клуб: 1950, 1951, 1952[17]

## Међународна такмичења
Атлетика
| Датум | Текмичење          | Место                        | Дусциплина        | Пласман | Резултат | Белешка |
| ----- | ------------------ | ---------------------------- | ----------------- | ------- | -------- | ------- |
| 1946. | Европско првенство | Осло, Норвешка               | скок увис         |         | 1,60 НР  | [ 18 ]  |
| 1946. | Европско првенство | Осло, Норвешка               | штафета 4 х 100 м |         | 48,5     | [ 18 ]  |
| 1948. | Олимпијске игре    | Лондон, Уједињено Краљевство | скок увис         | 14.     | 1,40     |         |
| 1950. | Европско првенство | Брисел, Белгија              | скок увис         | 6.      | 1,50     | [ 19 ]  |

Кошарка
| Датум | Текмичење               | Место                   | Пласман | Белешка        |
| ----- | ----------------------- | ----------------------- | ------- | -------------- |
| 1950. | Европско првенство      | Будимпешта, Мађарска    | 4.      | [ мртва веза ] |
| 1952. | Европско првенство      | Москва, Совјетски Савез | 7.      |                |
| 1953. | FIBA World Championship | Сантјаго, Чиле          |         |                |
| 1954. | Европско првенство      | Београд, Југославија    | 6.      |                |
| 1956. | Европско првенство      | Праг, Чехословачка      | 7.      |                |